# Asociación para la Recuperación de la Memoria Histórica

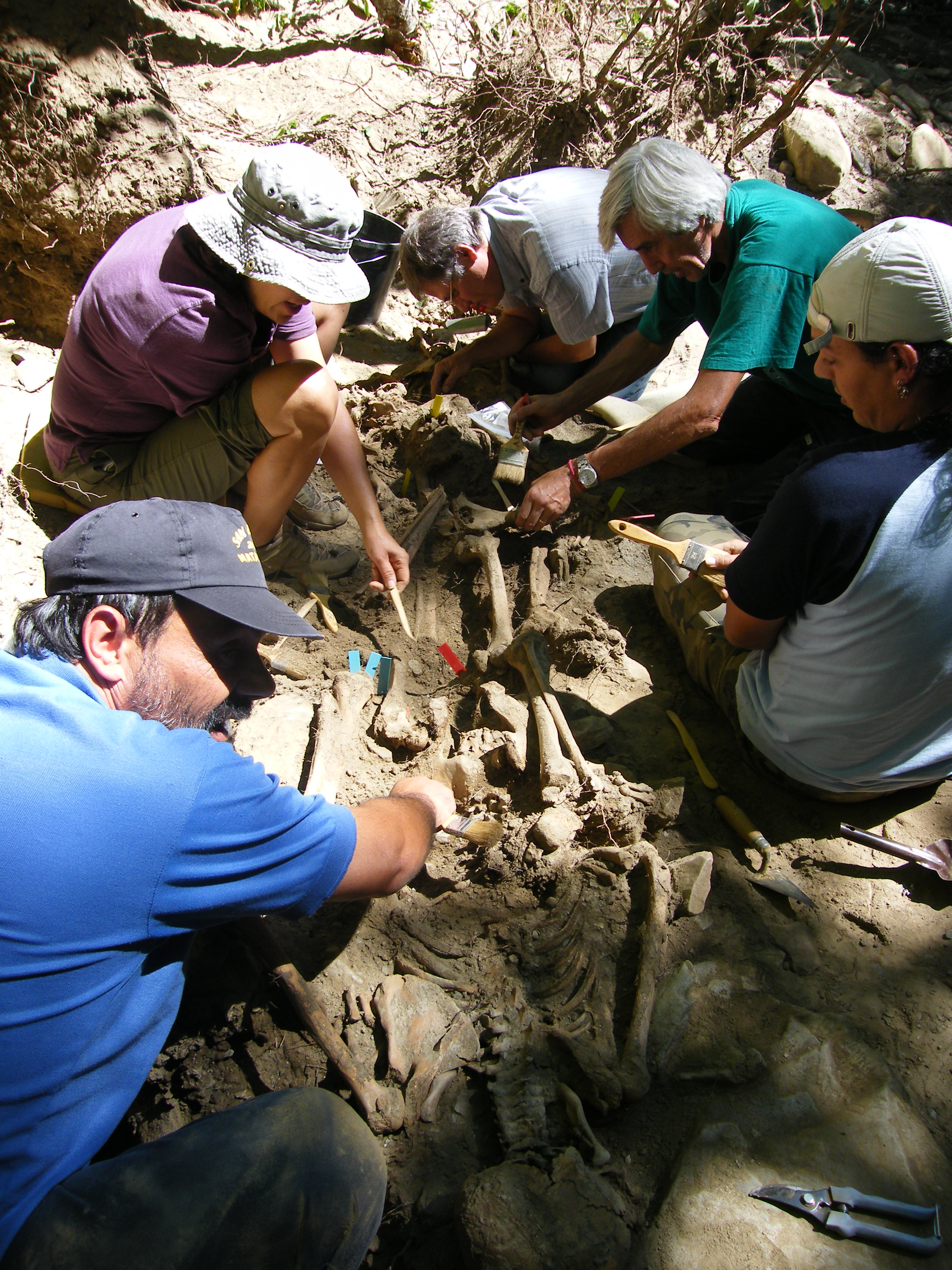
Aushub eines Massengrabs durch die ARMH.

Die Asociación para la Recuperación de la Memoria Histórica (Vereinigung zum Wiedererlangen des historischen Gedächtnisses; ARMH) ist eine spanische Vereinigung in Ponferrada, deren Ziel die Suche nach verschwundenen Opfern der franquistischen Repressionen ist. Dabei geht es vorrangig um Personen, die von Falangisten ermordet und anonym beseitigt oder begraben wurden. Weiterhin sammelt sie die mündlichen und schriftlichen Zeugnisse bezüglich der Opfer der Diktatur.
Anlass zur Gründung war die erste Ausgrabung eines Massengrabes in Priaranza del Bierzo (Provinz León) im Dezember 2000. Die Exhumierung fand auf Wunsch der Familie eines der Opfer statt, die ihren Angehörigen – Emilio Silva Faba – finden und bestatten wollte. Im Grab befanden sich die sterblichen Reste von dreizehn Zivilisten, die am 16. Oktober 1936 ermordet worden waren. Die Arbeiten wurden von einer Gruppe von Wissenschaftlern ausgeführt, Emilio Silvo Faba ging aus ihnen als erstes Opfer des Spanischen Bürgerkriegs hervor, das mittels DNA-Probe identifiziert wurde.
Nach der Exhumierung seines Angehörigen gründete Emilio Silva Barrera gemeinsam mit Santiago Macias die ARMH. In der Organisation versammeln sich Archäologen, Anthropologen und Forensiker. Durch Gespräche mit Einheimischen versuchen sie, Exekutionsorte und Massengräber zu lokalisieren. Weitere Gräber konnten durch Straßenbaumaßnahmen oder anonyme Hinweise gefunden werden. Bei den Ausgrabungen kommen archäologische und forensische Methoden zum Einsatz, um die Toten identifizieren und ihren Familien übergeben zu können.
Im September 2006 hatte die ARMH 40 Ausgrabungen durchgeführt und die Überreste von 520 Opfern gefunden.
Eine Ausgrabung nahe Burgos war Gegenstand einer Fotodokumentation des International Center of Photography in New York unter dem Titel „Dark is the Room Where We Sleep“.